# Sé (Porto)
Sé é uma antiga freguesia portuguesa do concelho do Porto que, pela Lei n.º 11-A/2013 de 28 de janeiro, foi integrada na União das Freguesias de Cedofeita, Santo Ildefonso, Sé, Miragaia, São Nicolau e Vitória.

## População
| População da freguesia de Sé | População da freguesia de Sé | População da freguesia de Sé | População da freguesia de Sé | População da freguesia de Sé | População da freguesia de Sé | População da freguesia de Sé | População da freguesia de Sé | População da freguesia de Sé | População da freguesia de Sé | População da freguesia de Sé | População da freguesia de Sé | População da freguesia de Sé | População da freguesia de Sé | População da freguesia de Sé |
| ---------------------------- | ---------------------------- | ---------------------------- | ---------------------------- | ---------------------------- | ---------------------------- | ---------------------------- | ---------------------------- | ---------------------------- | ---------------------------- | ---------------------------- | ---------------------------- | ---------------------------- | ---------------------------- | ---------------------------- |
| 1864                         | 1878                         | 1890                         | 1900                         | 1911                         | 1920                         | 1930                         | 1940                         | 1950                         | 1960                         | 1970                         | 1981                         | 1991                         | 2001                         | 2011                         |
| 11 793                       | 13 678                       | 13 968                       | 14 948                       | 15 320                       | 14 067                       | 16 689                       | 16 876                       | 15 827                       | 14 651                       | 12 968                       | 10 483                       | 7 343                        | 4 751                        | 3 460                        |

Pelo decreto nº 40.526, de 08/02/1956, foram-lhe fixados os actuais limites.
| Distribuição da População por Grupos Etários | Distribuição da População por Grupos Etários | Distribuição da População por Grupos Etários | Distribuição da População por Grupos Etários | Distribuição da População por Grupos Etários | Distribuição da População por Grupos Etários | Distribuição da População por Grupos Etários | Distribuição da População por Grupos Etários | Distribuição da População por Grupos Etários | Distribuição da População por Grupos Etários |
| -------------------------------------------- | -------------------------------------------- | -------------------------------------------- | -------------------------------------------- | -------------------------------------------- | -------------------------------------------- | -------------------------------------------- | -------------------------------------------- | -------------------------------------------- | -------------------------------------------- |
| Ano                                          | 0-14 Anos                                    | 15-24 Anos                                   | 25-64 Anos                                   | > 65 Anos                                    |                                              | 0-14 Anos                                    | 15-24 Anos                                   | 25-64 Anos                                   | > 65 Anos                                    |
| 2001                                         | 662                                          | 633                                          | 2 316                                        | 1 140                                        |                                              | 13,9%                                        | 13,3%                                        | 48,7%                                        | 24,0%                                        |
| 2011                                         | 382                                          | 341                                          | 1 829                                        | 908                                          |                                              | 11,0%                                        | 9,9%                                         | 52,9%                                        | 26,2%                                        |

## Património

### Referenciado peloIHRU
- Antiga Casa da Câmara
- Antigo Recolhimento da Porta do Sol
- Arqueossítio da Rua de D. Hugo
- Capela das Verdades
- Casa do Beco dos Redemoinhos
- Cine-Teatro Batalha
- Igreja da Ordem do Terço
- Torre Medieval do Porto

## Arruamentos
A antiga freguesia da Sé contém 81 arruamentos. São eles:
| - Alameda das Fontainhas¹ - Avenida de D. Afonso Henriques - Avenida de Gustavo Eiffel¹ - Avenida de Rodrigues de Freitas¹ ² - Avenida de Vímara Peres - Bairro Herculano - Beco do Arrabalde - Calçada das Carquejeiras¹ - Calçada de D. Pedro Pitões - Calçada de Vandoma - Escadas da Sé - Escadas das Verdades³ - Escadas do Barredo³ - Escadas do Codeçal³ - Escadas do Colégio³ - Escadas dos Guindais - Jardim de Arnaldo Gama - Largo da Pena Ventosa - Largo de Primeiro de Dezembro - Largo de S. Domingos³ 4 - Largo do Actor Dias | - Largo do Camarão¹ - Largo do Colégio³ - Largo do Dr. Pedro Vitorino - Largo do Duque da Ribeira - Largo dos Cisnes5 - Largo dos Lóios4 - Passeio das Fontainhas - Ponte de Luiz I³ - Praça da Batalha² - Praça da Liberdade² - Praça de Almeida Garrett - Rua Chã - Rua da Bainharia³ - Rua da Corticeira - Rua da Madeira² - Rua da Pena Ventosa - Rua da Ponte Nova - Rua da Porta do Sol - Rua da Senhora das Dores¹ - Rua da Senhora das Verdades³ | - Rua das Aldas - Rua das Flores4 - Rua das Fontainhas - Rua de Afonso Martins Alho - Rua de Alexandre Herculano - Rua de Arnaldo Gama - Rua de Augusto Rosa - Rua de D. Hugo - Rua de Entreparedes² - Rua de Mouzinho da Silveira³ - Rua de S. Luís - Rua de S. Sebastião - Rua de S. Victor¹ - Rua de Sant'Ana³ - Rua de Saraiva de Carvalho - Rua de Trindade Coelho - Rua do Cativo - Rua do Cimo de Vila - Rua do Corpo da Guarda - Rua do Duque de Loulé | - Rua do General Sousa Dias - Rua do Loureiro - Rua do Miradouro - Rua do Sol - Rua do Souto - Rua dos Pelames - Rua Escura - Terreiro da Sé - Travessa da Bainharia³ - Travessa da Pena Ventosa - Travessa da Rua Chã - Travessa de Cimo de Vila - Travessa de S. Sebastião - Travessa de Santa Clara - Travessa de Sant'Ana - Travessa do Cativo6 - Travessa do Loureiro - Travessa do Souto - Viela da Pedreira¹ - Viela do Anjo |

1Partilhada com a freguesia de Bonfim.
²Partilhada com a freguesia de Santo Ildefonso.
³Partilhada com a freguesia de São Nicolau.
4Partilhada com a freguesia da Vitória.
5Partilhada com a freguesia de Ramalde.
6Partilhada com a freguesia de Campanhã.